# مارك بينيوف
مارك بينيوف (بالإنجليزية: Marc Russell Benioff) (و. 1964 – م) هو رجل أعمال من الولايات المتحدة الأمريكية ولد في سان فرانسيسكو.

## التعليم
تعلم في جامعة جنوب كاليفورنيا.